# Stanisław Kazimierz Bieniewski
Stanisław Kazimierz Bieniewski herbu Radwan (ur. w 1610, zm. między 6 września 1679 a 17 lutego 1680) – wojewoda czernihowski w latach 1660-1679, kasztelan wołyński w latach 1657-1660,  klucznik łucki w latach 1655-1657, pisarz grodzki łucki w latach 1650-1655, starosta łucki w latach 1673-1680, starosta bohusławski, starosta nossowski, wielki poseł w Moskwie w 1667 roku, sekretarz Jego Królewskiej Mości w 1653 roku.
Może w 1641 zaczął swą służbę polityczną, zostając pisarzem grodzkim łuckim. Poseł sejmiku łuckiego na sejm 1653 roku. Poseł sejmiku łuckiego na sejmy 1650, 1654 (II), 1655 roku. Orędownik porozumienia Rzeczypospolitej z Kozakami po powstaniu Chmielnickiego. Uczestniczył w negocjacjach ugody hadziackiej. Na sejmie 1659 z determinacją popierał ugodę z Kozakami. W liście do Andrzeja Trzebickiego 28 października 1659 pisał: Paralitica Ojczyzna, gdy najbardziej potrzebowała rąk, w ten czas ich nie miała. Przez co zgubiliśmy Wyhowskiego, Rzeczpospolitą zepchnęliśmy jak znowu na morze, pocieszyliśmy nieprzyjaciela to jest Cara Moskiewskiego. Był właścicielem Połonny i Targowiec. 
Był członkiem konfederacji generalnej zawiązanej 5 listopada 1668 roku na sejmie konwokacyjnym. Był elektorem Michała Korybuta Wiśniowieckiego z województwa czernihowskiego w 1669 roku. W 1674 roku był elektorem Jana III Sobieskiego z województwa czernihowskiego, podpisał jego pacta conventa.
Jego pierwszą żoną była Anna Elżbieta Zahorowska, córka podsędka włodzimierskiego Piotra i Barbary z Udrycz, drugą – Anna Konstacja Leszczyńska, córka podkomorzego brzeskiego litewskiego Władysława i Katarzyny Sieniucianki, trzecią – Teresa z Wysokiego Kaszowska.
Żył jeszcze 6 września 1679, zmarł przed 17 lutego 1680. 